# Клінтон (Південна Кароліна)
Клінтон (англ. Clinton) — місто (англ. city) в США, в окрузі Лоренс штату Південна Кароліна. Населення — 7633 особи (2020).

## Географія
Клінтон розташований за координатами 34°28′45″ пн. ш. 81°51′43″ зх. д. / 34.47917° пн. ш. 81.86194° зх. д. (34.479259, -81.861860).  За даними Бюро перепису населення США в 2010 році місто мало площу 25,75 км², з яких 25,58 км² — суходіл та 0,18 км² — водойми.

## Демографія
Згідно з переписом 2010 року, у місті мешкало 8490 осіб у 2767 домогосподарствах у складі 1700 родин. Густота населення становила 330 осіб/км².  Було 3334 помешкання (129/км²).
Расовий склад населення:
| - 59,4 % — білих - 37,0 % — чорних або афроамериканців - 0,6 % — азіатів - 0,2 % — корінних американців - 1,2 % — осіб інших рас |

До двох чи більше рас належало 1,5 %. Частка іспаномовних становила 2,2 % від усіх жителів.
За віковим діапазоном населення розподілялося таким чином: 21,7 % — особи молодші 18 років, 62,2 % — особи у віці 18—64 років, 16,1 % — особи у віці 65 років та старші. Медіана віку мешканця становила 32,7 року. На 100 осіб жіночої статі у місті припадало 85,2 чоловіків;  на 100 жінок у віці від 18 років та старших — 80,8 чоловіків також старших 18 років.
Середній дохід на одне домашнє господарство  становив 42 162 долари США (медіана — 29 342), а середній дохід на одну сім'ю — 49 300 доларів (медіана — 32 500). Медіана доходів становила 30 536 доларів для чоловіків та 26 761 долар для жінок. За межею бідності перебувало 36,4 % осіб, у тому числі 57,6 % дітей у віці до 18 років та 11,5 % осіб у віці 65 років та старших.
Цивільне працевлаштоване населення становило 3209 осіб. Основні галузі зайнятості: освіта, охорона здоров'я та соціальна допомога — 33,3 %, виробництво — 15,8 %, роздрібна торгівля — 11,5 %, мистецтво, розваги та відпочинок — 11,0 %.